# التينة الشائعة
التِّينَة الشَّائِعَة هي حالة جلدية تتميز بالتهاب مزمن في الذقن أو منطقة الملتحي.:252 يحدث التهيج بسبب عدوى عميقة في بصيلات الشعر، غالبًا بسبب أنواع من المكورات العنقودية أو بكتيريا البروبيونية [الإنجليزية]. قد تتشكل حطاطات وبثرات حمامية مؤلمة وعديمة الأعراض حول الشعر الخشن في اللحية (فطر باربي) أو مؤخرة العنق (نتوءات فطرية). 